# روي ماكنزي
روي ماكنزي (بالإنجليزية: Roy McKenzie)‏ هو متزحلق جبال الألب نيوزيلندي، ولد في 7 نوفمبر 1922 في ويلينغتون في نيوزيلندا، وتوفي في 1 سبتمبر 2007.